# Lamsenjochhütte
Le Lamsenjochhütte est un refuge de montagne dans le massif des Karwendel. Il est géré par la section Oberland de la Deutscher Alpenverein (DAV).

## Géographie
Le refuge se situe au pied du Lamsenspitze, dans un grand col au-dessus de la vallée de l'Inn.

## Histoire
En 1903, la section Oberland conclut un bail foncier avec l'abbaye de Fiecht, de sorte que les plans pour une construction d'un refuge puissent commencer. La construction commence en 1905, le matériel est transporté par des porteurs sur des terrains enneigés abrupts jusqu'au site. D'abord, un refuge de travailleurs est construit et, au cours des mois suivants, le travail progresse si rapidement que le refuge est achevé à l'automne. Le 16 juin 1906, l'inauguration a lieu, le nombre de visiteurs est dès le début beaucoup plus élevé que prévu. Au printemps de 1908, une énorme avalanche détruit le refuge, cependant il est tout de suite reconstruit. Un emplacement protégé contre les avalanches est déterminé, à environ 20 mètres plus bas et à 200 mètres à l'est de l'ancien site. Les décombres de l'ancien refuge servent à construire un refuge provisoire pour les travailleurs, qui est aussi temporairement utilisé par les touristes. À la fin de l'automne 1908, le nouveau refuge est achevé ; le 27 juin 1909, l'inauguration solennelle a lieu. En 1910, une molène est construite et l'année suivante une salle d'hiver fut aménagée dans la dépendance.
Au cours de la Première Guerre mondiale, le nombre de visiteurs fléchit, et bien que la section essaie de maintenir une ouverture limité pendant l'été, la cabane est fermée de 1916 à 1918. Contrairement aux attentes, l'été 1919 attire de nouveau de nombreux visiteurs. Des dommages importants causés par des cambriolages répétés imposent de prendre des mesures massives pour contrer le vandalisme. En 1923, un achat de terrain est conclu avec l'abbaye de Fiecht. En 1928, une source est découverte près du refuge, ce qui rend l'approvisionnement en eau beaucoup plus facile. En 1944, la Lamsenjochhütte est complètement occupé par la Wehrmacht et fermé au public, mais il n'est pas endommagé.
Dans les décennies suivantes, il y a des rénovations et des modernisations, des sanitaires, une deuxième chambre d'hôtes, un téléphone et une alimentation électrique, une station d'épuration et une centrale de cogénération...

## Sites à proximité
Ascension
- D'Eng, par le Binsalm, facile, temps : 2 heures et demie.
- Du Gramaialm par le sentier du refuge, facile, temps : 2 heures et demie.
- De Stans, par le Bärenrast et le Stallenalm, facile, temps : 4 heures.
- De Vomperberg, par le Vomper Loch, le Brudertunnel et le Lamsscharte, temps : 6 heures.

Refuges
- Falkenhütte par le Binsalm, l'Engalm et le Hohljoch, facile, temps : 4 heures.
- Plumsjochhütte par le Binsalm, l'Engalm et le Hagelhütte, facile, temps : 4 heures.
- Hallerangerhaus par le Lamsscharte, le Katzenleiter et l'Überschalljoch, difficile, temps : 10 heures.
- Hinterhornalm par le Vomper Loch, temps : 8 heures.

Sommets
- Le Lamsenspitze (2 508 m) par le sentier balisé, temps : 2 heures.
- Le Hochnissl (2 547 m) par le Brudertunnel, le Rotwandlspitze et le Steinkarspitze, temps : 3 heures.
- Le Sonnjoch (2 457 m) par le Hahnkampl et le flanc sud-ouest, difficulté moyenne, temps : 3 heures.